# 新城卫
新城卫，是明朝的一个卫所。
明洪武二十年（1387年）置，治今内蒙古自治区宁城县西南红城附近。属大宁都司，后属北平行都司。永乐元年（1403年）废。 